# Mohamed Hamouda Bensai
Mohamed Hamouda Bensai ou Hamouda Bensaï, né en 1902 à Batna en Algérie et mort en 1998 dans la même ville, est un essayiste et penseur algérien. Il a écrit notamment sur Isabelle Eberhardt.
Mohamed Hamouda Bensai fait des études en philosophie à la Sorbonne et il est proche des grands penseurs algériens dans les années 1930. Après avoir connu divers problèmes, il décide de retourner en Algérie. Une émission de l'ENTV algérienne le fait connaitre quelques jours avant sa mort.

## Biographie
Hamouda Bensai a plusieurs amis comme André Gide, Ben Badis, Mohamed Bachir El Ibrahimi, etc. Au début, Il est l'un des membres  de l'Étoile nord-africaine.
Malek Bennabi est condisciple et ami de Hamouda Bensaï. En 1930, les deux se retrouvent à Paris. Hamouda Bensaï s'oppose à plusieurs intellectuels algériens et à Louis Massignon orientaliste et conseiller du gouvernement français notamment dans le dossier des déterminismes coloniaux.
Lors d'une conférence, Hamouda Bensai est reconnu par Augustin Berque comme étant le précurseur du mouvement positiviste musulman.
Hamouda Bensai est l'un des pionniers à défendre le dialogue interreligieux et interculturel. Il préside le cercle de l'Amicale-nord-franco-africaine fondé par Marcellin Piel.
Hamouda Bensai décide de quitter Paris pour revenir dans sa ville natale de Batna. Aussitôt arrivé, il organise des contacts avec les futurs chefs de la révolution dans les Aurès, Maache et Mostefa Ben Boulaïd .

## Hommages
Un colloque est organisé à l'initiative de l’Association culturelle El Djahidia à Batna, au mois de février 2016, pour rendre hommage à Hamouda Bensai, le directeur de la culture de Batna  déclare que plusieurs intellectuels ainsi que l'Université de Batna Hadj Lakhder ont entamé des recherches pour retrouver ses manuscrits .